# پروتکل حداقل جفت‌ها
جفت‌های حداقل (یا MP) یک پروتکل اندازه‌گیری فعال است که در زمان واقعی تأخیر شبکه یک طرفه جلو و معکوس (OWD) را در زمان واقعی تخمین می‌زند. این برای کار در محیط‌های خصمانه طراحی شده‌است، جایی که مجموعه ای از سه گره شبکه می‌توانند OWDهای حد بالا بین خود و گره چهارم غیرقابل اعتماد را تخمین بزنند. هر چهار گره باید همکاری کنند، اگرچه همکاری صادقانه از گره چهارم لازم نیست. هدف این است که چنین تخمین‌هایی را بدون درگیر کردن گره‌های غیرقابل اعتماد در هماهنگ سازی ساعت، و به روشی دقیق تر از نیمی از زمان رفت و برگشت (RTT) انجام دهید. پروتکل MP را در برنامه‌های حساس به تأخیر (مانند قرار دادن ماکت‌های CDN) یا برای موقعیت جغرافیایی امن اینترنت می‌توان استفاده کرد.

## روش‌شناسی

تصویر پروتکل MP. یک عدد در سلول <i,j> نشانگر OWD محاسبه شده (مثلاً در میلی ثانیه) از گره نشان داده شده در ردیف i تا گره X به گره نشان داده شده در ستون j است.

پروتکل MP به سه گره قابل اعتماد شبکه نیازمند است تا ساعت‌های خود را همگام سازی کرده و به‌طور ایمن به کلیدهای عمومی خود دسترسی داشته باشند، این امر می‌تواند از طریق سیستم بسته کلید عمومی (PKI) حاصل شود. گره غیرقابل اعتماد نیازی به پیروی از آن ندارد زیرا فرض نمی‌شود که صادقانه همکاری کند. برای تخمین حد بالا به کوچکتر OWD جلو و عقب بین گره A و گره غیرقابل اعتماد X (شکل را برای علامت گذاری مشاهده کنید)، X ابتدا اتصال لایه کاربردی را به هر سه گره برقرار می‌کند. این کار می‌تواند به صورت شفاف از طریق مرورگر با استفاده از فیش‌های وب انجام شود. سه گره سپس به نوبت مبادله مهر زمان با امضای دیجیتال می‌شوند.
فرض کنید با شروع از گره A، آن یک مهر تایم امضا شده را به X ارسال می‌کند. گره X آن پیام را به دو گره دیگر ارسال می‌کند. هنگام دریافت پیام، زمان دریافت آن ضبط می‌شود. گره دریافت کننده امضا را تأیید می‌کند و زمانی را که پیام برای پیمایش شبکه از مبدأ آن تا گیرنده در حال عبور از گره نامعتبر طول کشید، محاسبه می‌کند. این کار با کم کردن مهر زمان در پیام از زمان دریافت انجام می‌شود. گره B سپس فرایند را تکرار می‌کند و سپس گره C را دنبال می‌کند. پس از اینکه هر سه گره به نوبت رسیدند، آنها با شش برآورد تأخیر مربوط به پیوندها به پایان می‌رسند:
- A → X→ B و B → X → A
- A → X → C و C → X → A
- B → X → C و C → X → B

برای تخمین OWD کوچکتر از جلو و معکوس در سه پیوند شبکه بین A و B و C و X حداقل هر یک از این جفت‌های بالا گرفته شده‌است (یعنی بزرگتر کنار گذاشته می‌شود). سپس هر یک از این سه جفت تقریبی از OWD کوچکتر روی هر پیوند را نشان می‌دهد که در سه ناشناخته یک سیستم سه معادله ای تولید می‌کند. حل همزمان آن برای a و b و c (به شکل نگاه کنید) تخمین تأخیر را به ما می‌دهد.

### مثال عددی
فرض کنید تاخیرهای واقعی (مثلاً در میلی ثانیه) برای گره X از گره‌های A و B و C و بالعکس به شرح زیر باشد:
|            | A | B | C |
| ---------- | - | - | - |
| برای گره X | ۵ | ۸ | ۲ |
| از گره X   | ۶ | ۴ | ۴ |

این تأخیرهای ناشناخته است. ما باید کوچکتر از جلو و معکوس را در هر یک از سه پیوند تخمین بزنیم. در این مثال، کوچکتر 5ms و 4ms و 2ms به ترتیب در پیوندهای X و سه گره قابل اعتماد (A و B و C) است. وقتی گره‌ها پیام‌های مهر زمان را رد و بدل می‌کنند، فقط موارد زیر قابل مشاهده هستند:
- A → X → B = 9ms و B → X → A = 14ms (9ms کوچکتر است)
- A → X → C = 9ms و C → X → A = 8ms (8ms کوچکتر است)
- B → X → C = 12ms و C → X → B = 6ms (6ms کوچکتر است)

بنابراین سیستم معادلات به این صورت می‌شود:
```

  

    

      

        
a

        
+

        
b

        
=

        
9

      

    

    
{\displaystyle a+b=9}

  

  

    

      

        
a

        
+

        
c

        
=

        
8

      

    

    
{\displaystyle a+c=8}

  

  

    

      

        
b

        
+

        
c

        
=

        
6

      

    

    
{\displaystyle b+c=6}

  

```

که منجر به تخمین OWDهای کوچکتر از:
```

  

    

      

        
a

        
=

        
5.5

        
m

        
s

      

    

    
{\displaystyle a=5.5ms}

  

  

    

      

        
b

        
=

        
3.5

        
m

        
s

      

    

    
{\displaystyle b=3.5ms}

  

  

    

      

        
c

        
=

        
2.5

        
m

        
s

      

    

    
{\displaystyle c=2.5ms}

  

```

در این حالت، خطاهای مطلق {\displaystyle |5-5.5|=0.5ms} و {\displaystyle |4-3.5|=0.5ms} و {\displaystyle |2-2.5|=0.5ms} به ترتیب روی هر سه لینک هستند که در مقایسه، میانگین RTT OWD را در هر سه پیوند ۵/۵ میلی ثانیه، ۶ میلی ثانیه و ۳ میلی ثانیه محاسبه می‌کند و در نتیجه خطاهای مطلق به ترتیب ۰/۵ میلی ثانیه، ۲ میلی ثانیه و ۱ میلی ثانیه است؛ بنابراین، پروتکل MP در این مثال دقیق تر گفته شده‌است.

## تحلیل و بررسی
تزریق تاخیرهای مصنوعی به عنوان مثال، نگه داشتن پیام برای مدتی به جای ارسال سریع آن، گره غیرقابل اعتماد را قادر می‌سازد تا OWDهای تخمینی را افزایش دهد؛ بنابراین پروتکل MP می‌تواند حد بالایی را برای OWDها در هر سه پیوند جمعاً بین گره‌های قابل اعتماد و یک مورد غیرقابل اعتماد تخمین بزند. به عنوان مثال، اگر تاخیرهای برآورد شده (جلو یا معکوس) ۳۰ میلی ثانیه و ۴۰ میلی ثانیه و ۵۰ میلی ثانیه باشد، واقعیت نمی‌تواند ۶۰ میلی ثانیه، ۷۰ میلی ثانیه و ۸۰ میلی ثانیه باشد زیرا این بدان معنی است که گره غیرقابل اعتماد موفق به کاهش هر سه مورد شده‌است، که دستیابی به آن دشوار است زیرا محدود به خصوصیات فیزیکی رسانه انتقال است. با این حال توجه داشته باشید که گره غیرقابل اعتماد در برخی موارد ممکن است بتواند با تأخیر انتخابی برخی از پیوندها، زیرمجموعه ای از پیوندها را کاهش دهد، اما نه همه آنها.
در مقایسه با میانگین (به عنوان مثال، RTT / 2)، پروتکل MP هرگز برآوردی را به کوچکتر OWD جلو و معکوس که بزرگتر از آن است که با روش متوسط بازمی‌گرداند، برنمی‌گرداند. علاوه بر این، توزیع احتمال خطای مطلق برای پروتکل MP به عنوان تابعی از توزیع تأخیر زمینه ای استخراج شده‌است. این مفید است زیرا محاسبه خطای مورد انتظار را می‌داند که ماهیت تأخیر در پیوندهای بین گره غیرقابل اعتماد و موارد مورد اعتماد را دارد.